# AfroCROWD
AfroCrowd, plus souvent orthographié AfroCROWD, est une initiative visant à créer et à améliorer les informations sur la culture et l'histoire  des noires sur Wikipédia. Créé en 2015 par l'avocate Alice Backer, le projet est basé à New York aux Etats Unis.

## Contexte
Certains observateurs ont constaté un manque de contenu relatif à l'histoire de l'Afrique subsaharienne sur Wikipédia et ses projets frères.
En 2015, Daniella Bien-Aime du Haitian Times qualifie  AfroCrowd d'« initiative multilingue visant à accroître la participation des afro-descendants aux initiatives de crowdsourcing telles que Wikipédia ». Elle décrit le projet  comme une « initiative "do it yourself" (faites-le vous-même) ». AfroCROWD organise des  edit-a-thons et des conférences dans toute la région métropolitaine de New York. Le groupe s'est associé à la bibliothèque publique de Brooklyn et à d'autres organisations telles que Haiti Cultural Exchange et Haitian Creole Language Institute pour accueillir ces événements. AfroCROWD cherche également à augmenter le nombre de personnes d’ascendance africaine qui participent activement au mouvement Wikimedia et de la connaissance libre.

## Histoire

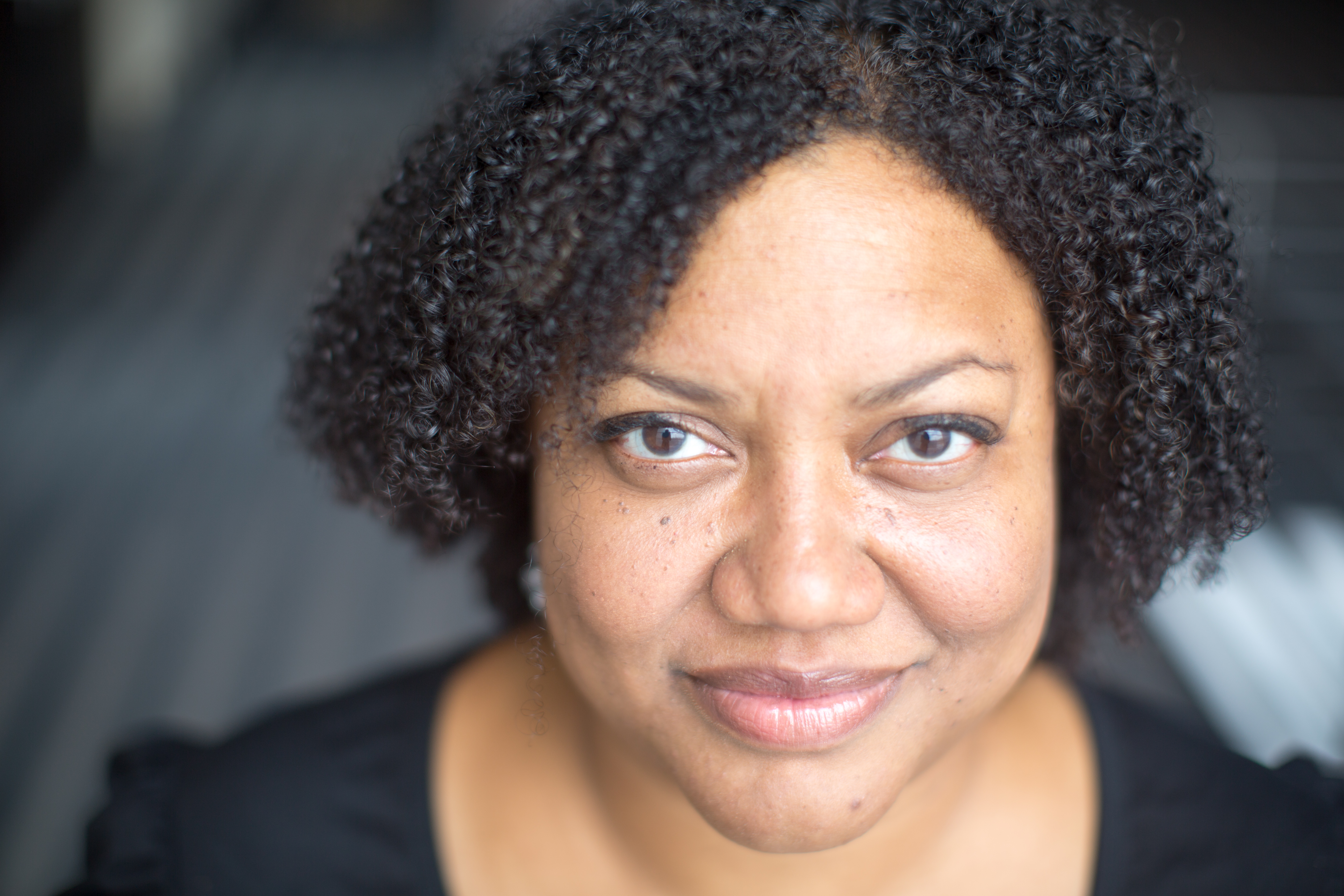
Alice Backer en 2015

En 2015, l'avocate Alice Backer a lancé AfroCROWD pour « remédier au manque d'articles sur l'histoire et la culture noires de Wikipédia »,. Selon elle, l'objectif du projet est de « donner aux personnes de couleur la possibilité de faire plus que participer et consommer les médias sociaux ». Daniella Bien-Aime a inclus Backer dans la liste 2015 du Haitian Times des 10 « influenceurs haïtiens des médias sociaux que vous devriez suivre ».
En 2020, à l'approche de la Juneteenth, AfroCrowd a tenu des activités pour améliorer les articles Wikipédia liés aux droits civiques. Le groupe a reçu un financement de la Fondation Wikimedia .

## Annexe
- Jene-Fagon et Yoshi Tani, « The Art Genome Project: Why Are All the Black Artists Sitting Together in the Cafeteria? », Artsy, 17 janvier 2016 : « Welcome to the Black Lunch Table: Jina Valentine and Heather Hart on Creating Space for Communities of Color in the Art World »
- Frisella, « How Activists Are Diversifying Wikipedia One Edit At A Time », GOOD Magazine, 27 avril 2017